# 長瀨麻美
長瀨麻美（日语：長瀬 麻美，1992年6月6日—），日本青森縣出身的AV女優及寫真偶像。前「Aquas Entertainment」、「Lupinus Production」、「J's Promotion」及「Studio Delight」旗下藝人，引退前所屬事務所為「Diaz Group」，曾擔任「Max-A」專屬女優。

## 簡歷
長瀨麻美在青森縣中學畢業後往東京發展，於2009年至2012年1月31日間曾以「水谷彩也加」名義，擔任寫真偶像，其胞妹水谷瑠奈亦從事相同行業。2012年4月1日，她才用現時藝名「長瀨麻美」加入藝能事務所「Lupinus Production」，並曾參加由日本報章《東京體育》舉辦的《Miss 東spo 2014》，但最後落敗。
2014年初，長瀨麻美與新公司「J's Promotion」簽約，同年7月底又轉投另一事務所「Studio Delight」，9月則選擇出道成為「Alice Japan」旗下專屬女優，開始拍攝成人影片，且憑著其豐滿上圍而受到歡迎。2019年6月10日，她跟「Max-A」結束專屬女優合約後選擇引退，沒有詳細透露相關原因，但同年8月初卻突然重返該行業。

## 演出作品

### 形象影片
| 日期               | 作品名                    | 發行商                 |
| 「水谷彩也加」名義 |                           |                        |
| 2009年12月29日     | Pure high school          | Orusta Pictures        |
| 2010年5月31日      | Cookie                    | Media Magic Publishing |
| 2010年8月20日      | 戀・F・17                 | M.B.D Media Bland      |
| 2010年10月15日     | Puru-Purun heart          | M.B.D Media Bland      |
| 2010年12月17日     | 純白姉妹〜彩也加＆瑠奈〜  | M.B.D Media Bland      |
| 2011年2月25日      | 蜂蜜批                    | 彩文館出版社           |
| 2011年5月20日      | 過激的初體驗              | E-Net Frontier         |
| 2011年9月24日      | 再近一些                  | 竹書房                 |
| 2011年12月16日     | 甜瓜批                    | Earth Gate             |
| 「長瀨麻美」名義   |                           |                        |
| 2013年3月29日      | 甜瓜包                    | Glazzo                 |
| 2013年11月29日     | 我與麻美的秘密休假        | Glazzo                 |
| 2014年4月18日      | Kuri〜mi〜mami〜          | M.B.D Media Bland      |
| 2015年3月25日      | 長瀨麻美是我女朋友。      | Garden                 |
| 2015年5月1日       | 真的巨乳 長瀨麻美 合體版  | Digital Kreis Company  |
| 2015年5月25日      | JIPPER 長瀨麻美           | QH映像                 |
| 2017年6月1日       | Mami 麻美的SEXY SHOW TIME | REbecca                |

### 成人影片
- 「基於此部份資料被過濾器禁止加入，故請到網站「FANZA動画」內查看。」

### 電影
| 首映           | 電影名                                                     | 角色 |
| 2013年1月30日  | Miss Young學園・飯田橋女子高校〜送出去吧！少女心聲〜KISS部 | 麻美 |
| 2016年10月11日 | 繼室行業之毒婦                                             | 彩   |
| 2019年4月25日  | 暗黑中介人 - Rio - 坐檯小姐·AV·風俗 物色妖艶美女           | Rio  |

### 電視節目
| 日期                                 | 節目名                                       | 備註         |
| Site Seven TV                        |                                              |              |
| 2014年12月至今                       | 晚安，齊來發掘這裡                           | 固定演出嘉賓 |
| Entertainment！959                   |                                              |              |
| 2015年5月 - ？                       | 乳房✕乳房2                                   | 主持         |
| 2015年9月 - 2018年10月15日、11月16日 | 長瀨麻美之看一下就好了！                     | 固定演出嘉賓 |
| AbemaTV                              |                                              |              |
| 2018年10月23日 - 11月6日             | 厄洛斯晩餐 食相拍攝 試跟下班的AV女優同枱吃飯 | 固定演出嘉賓 |

## 書籍
| 日期           | 作品名                                                               | 備註                                              |
| 寫真雜誌       |                                                                      |                                                   |
| 2014年4月18日  | No.361 Mami Nagase 長瀨麻美 [Kuri〜mi〜mami〜]編 第1彈               | 發行商：@ misty Idol Gravure                      |
| 2014年6月      | Visual Web S Vol.607                                                 | 發行商：Visual Web S                              |
| 2014年9月8日   | 週刊Playboy No.36 Gravure『想做！！！ SUMMER』                       | 發行商：週刊Playboy                               |
| 2014年10月14日 | 週刊FLASH 第1302號『現役H cup idol 真正“性感鏡頭”』                  | 發行商：週刊FLASH                                 |
| 網上發佈寫真   |                                                                      |                                                   |
| 2015年1月28日  | Graphis Gals No.343 Mami Nagase 長瀨麻美                             | 發行商：Graphis                                   |
| 寫真集         |                                                                      |                                                   |
| 2013年8月21日  | 美少女圖鑑 水谷彩也香18歳 / Sayaka Mizutani 彩也香的雙乳重得很厲害！ | 發行商：Splash Pro攝影師：會田我路                |
| 2013年8月26日  | 真的巨乳「柔軟上圍仍在發育中♪」                                      | 發行商：pad                                       |
| 2013年8月26日  | 真的巨乳「令人難以忍耐的H罩杯♪」                                     | 發行商：pad                                       |
| 2014年10月1日  | KISS ME！！                                                          | ISBN 978-4575307399發行商：雙葉社攝影師：佐藤佑一 |
| 2015年11月13日 | GURAFETI Vol.68 ｢爆乳日本學生泳衣 豐滿H cup｣                         | 發行商：Gura Feti出版社攝影師：佐藤佑一           |
| 日曆           |                                                                      |                                                   |
| 2016年8月31日  | 長瀨麻美 2017年 Calendar                                             | 發行商：Try-X                                     |

## 外部連結
「水谷彩也加」名義
- 水谷彩也加官方部落格「水谷彩也加のぺろぺろきゃんでぃー」 （页面存档备份，存于）
- 水谷彩也加 プロフィール【アクアス・エンターテインメント所属】（網絡存檔：截取自2012年2月11日）

「長瀨麻美」名義
- 長瀨麻美的X（前Twitter）
- 長瀨麻美的Instagram帳戶
- 長瀨麻美官方部落格「長瀬麻美の見まっせがな！！」 （页面存档备份，存于）
- 所屬事務所・Diaz Group （页面存档备份，存于）